# Ghatstrogon
Ghatstrogon (Harpactes fasciatus) är en asiatisk fågel i familjen trogoner som enbart förekommer på Indiska halvön och i Sri Lanka.

## Utseende
Ghatstrogonen är en 31 cm lång fågel med tvärt avskuren, vitkantad stjärt. Hanen är omisskännlig med svart huvud, brun ovansida med svart stjärtspets, svartvitmarmorerade vingtäckare och skär undersida, avgränsat mot den svarta strupen med ett vitt band. Honan är mörkt kanelbrun på huvud och bröst, undertill ljusare kanelbrun och med täckarna marmorerade i brunt och beige. Lätet är ett gyllingliknande "cue-cue-cue".

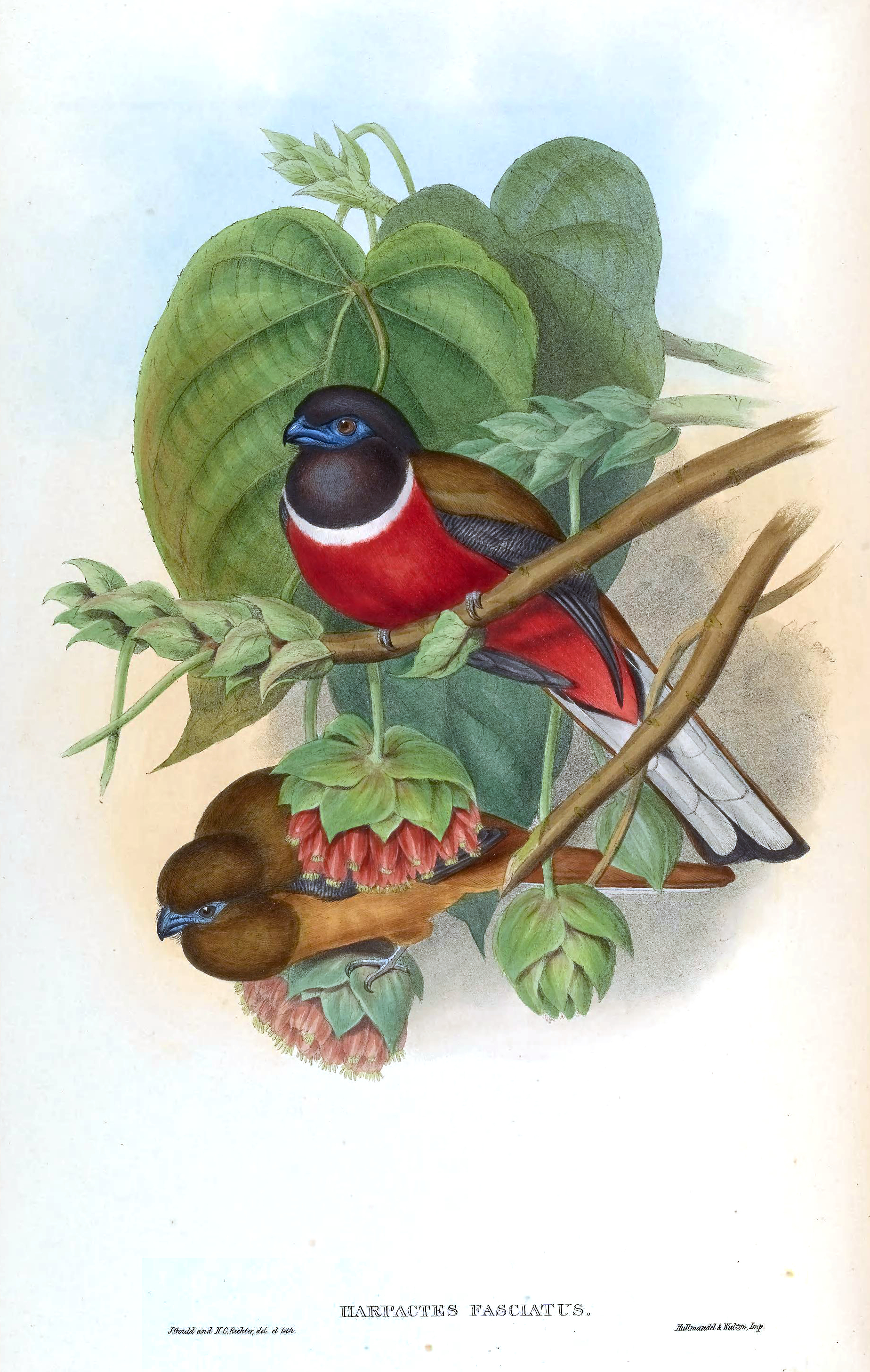

## Utbredning och systematik
Ghatstrogon delas in i tre underarter med följande utbredning:
- Harpactes fasciatus malabaricus – förekommer i skogar i västra och södra Indien
- Harpactes fasciatus legerli – förekommer i öst-centrala Indien
- Harpactes fasciatus fasciatus – förekommer i Sri Lanka

## Status och hot
Arten har ett stort utbredningsområde och en stor population med stabil utveckling och tros inte vara utsatt för något substantiellt hot. Utifrån dessa kriterier kategoriserar internationella naturvårdsunionen IUCN arten som livskraftig (LC). Världspopulationen har inte uppskattats men den beskrivs som ovanlig till frekvent förekommande.

## Namn
Västra och Östra Ghats är bergskedjor på Indiska halvön där fågeln förekommer. 